# Clotario III
Clotario III (650 circa – primavera 673) è stato un re franco dinastia dei Merovingi: regnò sulla Neustria e Borgogna dal 657 sino alla morte e, al momento della successione a Childeberto, tra il 661 e il 662, fu anche re dell'Austrasia.

## Origini
Era il primogenito del re dei Franchi Sali della dinastia merovingia, Clodoveo II e, secondo il continuatore anonimo del cronista Fredegario, della moglie, Batilde, una donna di origine straniera (nella Vita Sanctæ Balthildis è definita di origine sassone).

## Biografia
Avendo solo pochi anni alla morte del padre (attorno al 657), Clotario ereditò tutto il regno dei Franchi sotto la reggenza della madre, Batilde. assistita da Ercinoaldo, che aveva rivestito la carica di maggiordomo di Neustria già sotto Clodoveo II; nel Regno di Austrasia però governava Childeberto, detto l'Adottato, che, sotto la regia di suo padre, Grimoaldo aveva usurpato il trono, al momento della morte del re di Austrasia Sigeberto III.
Un anno dopo (658) al defunto Ercinoaldo, per volere del re Clotario, subentrò Ebroino, come conferma anche la Domus Carolingicae genealogia e il Chronicon Moissiacense, che costrinse Batilde a ritirarsi in monastero e tenne saldamente nelle sue mani le redini del regno fino alla morte di Clotario III che non avendo quindi mai governato effettivamente è ricordato tra i Re fannulloni.
Dopo la morte di Childeberto l'Adottato (Grimoaldo era già stato condannato a morte e fatto morire sotto tortura), tra il 661 e il 662, il Maggiordomo di palazzo, Ebroino avrebbe voluto riunire tutti i regni ma fu costretto a cedere alle rivendicazioni autonomiste dell'aristocrazia austrasiana guidata dal maggiordomo di palazzo di Austrasia, Wulfoaldo, e in Austrasia, aveva elevato al trono a Childerico II, fratello minore di Clotario III.
Il regno di Clotario III fu caratterizzato dall'impegno profuso dal maggiordomo Ebroino nel tentativo fallito di ricostituzione del Regnum Francorum e poi nel consolidamento e nell'estensione dell'autorità monarchica su tutti i territori del regno, scontrandosi per questo anche con l'aristocrazia (laica e religiosa): il massimo rappresentante dei notabili borgognoni presso la corte neustriana, il vescovo Leodegario di Autun, custode delle libertà e dei privilegi della sua gente, venne deposto ed esiliato.
Morì tra il 10 marzo e il 15 maggio del 673 e venne sepolto nella basilica parigina di Saint-Denis.
Non avendo eredi diretti (anche se alcuni considerano Clodoveo III suo figlio illegittimo), il trono di Neustria e Burgundia sarebbe dovuto toccare al fratello, Childerico II (già re di Austrasia), ma Ebroino, maggiordomo di palazzo di Neustria impose il terzo fratello, Teodorico III.

## Discendenza
Clotario III non ebbe mogli. Alcune fonti gli attribuiscono un figlio illegittimo, Clodoveo.

## Ascendenza
|              |   |            | Genitori            |  |  | Nonni |  |  | Bisnonni    |  |  | Trisnonni    |  |
|              |   |            |                     |  |  |       |  |  | Clotario II |  |  | Chilperico I |  |
|              |   |            |                     |  |  |       |  |  | Clotario II |  |  | Chilperico I |  |
|              |   | Fredegonda |                     |  |  |       |  |  | Clotario II |  |  |              |  |
| Dagoberto I  |   |            |                     |  |  |       |  |  | Clotario II |  |  |              |  |
|              |   | Bertrude   | Ricomero?           |  |  |       |  |  |             |  |  |              |  |
|              |   | Bertrude   | Ricomero?           |  |  |       |  |  |             |  |  |              |  |
|              |   | Bertrude   | Gertrude di Hamage? |  |  |       |  |  |             |  |  |              |  |
| Clodoveo II  |   | Bertrude   |                     |  |  |       |  |  |             |  |  |              |  |
|              |   | …          | …                   |  |  |       |  |  |             |  |  |              |  |
|              |   | …          | …                   |  |  |       |  |  |             |  |  |              |  |
|              |   | …          | …                   |  |  |       |  |  |             |  |  |              |  |
| Nantechilde  |   | …          |                     |  |  |       |  |  |             |  |  |              |  |
|              |   | …          | …                   |  |  |       |  |  |             |  |  |              |  |
|              |   | …          | …                   |  |  |       |  |  |             |  |  |              |  |
|              |   | …          | …                   |  |  |       |  |  |             |  |  |              |  |
| Clotario III |   | …          |                     |  |  |       |  |  |             |  |  |              |  |
|              | … | …          |                     |  |  |       |  |  |             |  |  |              |  |
|              | … | …          |                     |  |  |       |  |  |             |  |  |              |  |
|              | … | …          |                     |  |  |       |  |  |             |  |  |              |  |
| …            | … |            |                     |  |  |       |  |  |             |  |  |              |  |
|              |   | …          | …                   |  |  |       |  |  |             |  |  |              |  |
|              |   | …          | …                   |  |  |       |  |  |             |  |  |              |  |
|              |   | …          | …                   |  |  |       |  |  |             |  |  |              |  |
| Batilde      |   | …          |                     |  |  |       |  |  |             |  |  |              |  |
|              |   | …          | …                   |  |  |       |  |  |             |  |  |              |  |
|              |   | …          | …                   |  |  |       |  |  |             |  |  |              |  |
|              |   | …          | …                   |  |  |       |  |  |             |  |  |              |  |
| …            |   | …          |                     |  |  |       |  |  |             |  |  |              |  |
|              |   | …          | …                   |  |  |       |  |  |             |  |  |              |  |
|              |   | …          | …                   |  |  |       |  |  |             |  |  |              |  |
|              |   | …          | …                   |  |  |       |  |  |             |  |  |              |  |
|              |   | …          |                     |  |  |       |  |  |             |  |  |              |  |

### Fonti primarie
- (LA)  Fredegario, FREDEGARII SCHOLASTICI CHRONICUM CUM SUIS CONTINUATORIBUS, SIVE APPENDIX AD SANCTI GREGORII EPISCOPI TURONENSIS HISTORIAM FRANCORUM.
- (LA)  Annales Marbacenses.
- (LA)  Monumenta Germaniae historica: Chronicon Moissiacensis.
- (LA)  Rerum Gallicarum et Francicarum Scriptores, tomus tertius.
- (LA)  Monumenta Germaniae historica: Domus Carolingicae genealogia.

### Letteratura storiografica
- Christian Pfister, La Gallia sotto i Franchi merovingi. Vicende storiche, in Storia del mondo medievale - Vol. I, Cambridge, Cambridge University Press, 1978,  pp. 688-711.